# Eugen Lovinescu
Eugen Lovinescu (Fălticeni, 31 ottobre 1881 – Bucarest, 16 luglio 1943) è stato un critico letterario, storico, scrittore e docente rumeno, autore della teoria del sincronismo culturale.

## Biografia
Era il padre della giornalista Monica Lovinescu e lo zio del romanziere Anton Holban, del drammaturgo Horia Lovinescu (autore di Citadela sfarîmata) e del critico letterario e specialista dell'occultismo Vasile Lovinescu.
Dopo gli studi presso il ginnasio di Fălticeni, seguì i corsi del liceo "Costache Negruzzi" di Iași (1896-1899). Si laureò in lingue classiche alla Facoltà di Lingue Classiche dell'Università di Bucarest, con un articolo sulla sintassi latina. Svolse il lavoro di insegnante di scuola superiore a Ploiești (1904-1906) e a Bucarest.
Sostenne il suo dottorato di ricerca a Parigi con Émile Faguet, ma nonostante il valore dei suoi studi, occupò solo una cattedra di insegnante di latino alla Scuola media "Matei Basarab" di Bucarest e poi di insegnante presso il Collegio nazionale "Mihai Viteazul" di Bucarest.
Nel 1919 fondò la rivista e la società letteraria Sburătorul
La sua candidatura per diventare membro dell'Accademia rumena del 1936 fu rifiutata, riconoscimento che gli venne accordato post-mortem nel 1991.

## Eredità

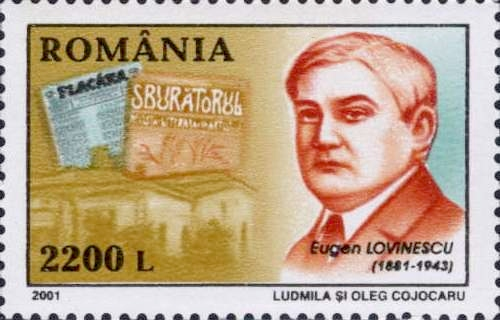

Fu critico, storico e teorico della letteratura, sociologo della cultura, memorialista, drammaturgo, romanziere e novellista, considerato il più importante critico dopo Titu Maiorescu. Formulò la teoria del sincronismo culturale e la teoria del mutamento del valore estetico.
Il sincronismo culturale parte dalla premessa che la cultura di un popolo deve svilupparsi simultaneamente con le culture dei paesi più avanzati del mondo in maniera che non si verifichino differenze qualitative rilevanti.
(Eugen Lovinescu in Viata romaneasca)
La teoria del mutamento del valore estetico viene esplicitata nel volume di sintesi Istoria literaturii române contemporane (Storia della letteratura rumena contemporanea).
Lovinescu sostiene che il giudizio estetico cambia in base a due fattori essenziali di razza e tempo, ai quali si aggiungono anche i fattori soggettivi individuali. Afferma che l'estetica non è una nozione universalmente valida, ma l'espressione di un gusto individuale e variabile. La valutazione della bellezza, poi, non è solamente qualcosa che varia da individuo a individuo, ma è un concetto che cambia anche nell'individuo, dato che la propria percezione di ciò che è bello viene modificata attraverso il raffinamento dei gusti.
(Eugen Lovinescu in Istoria literaturii române contemporane)

## Opere (selezione)

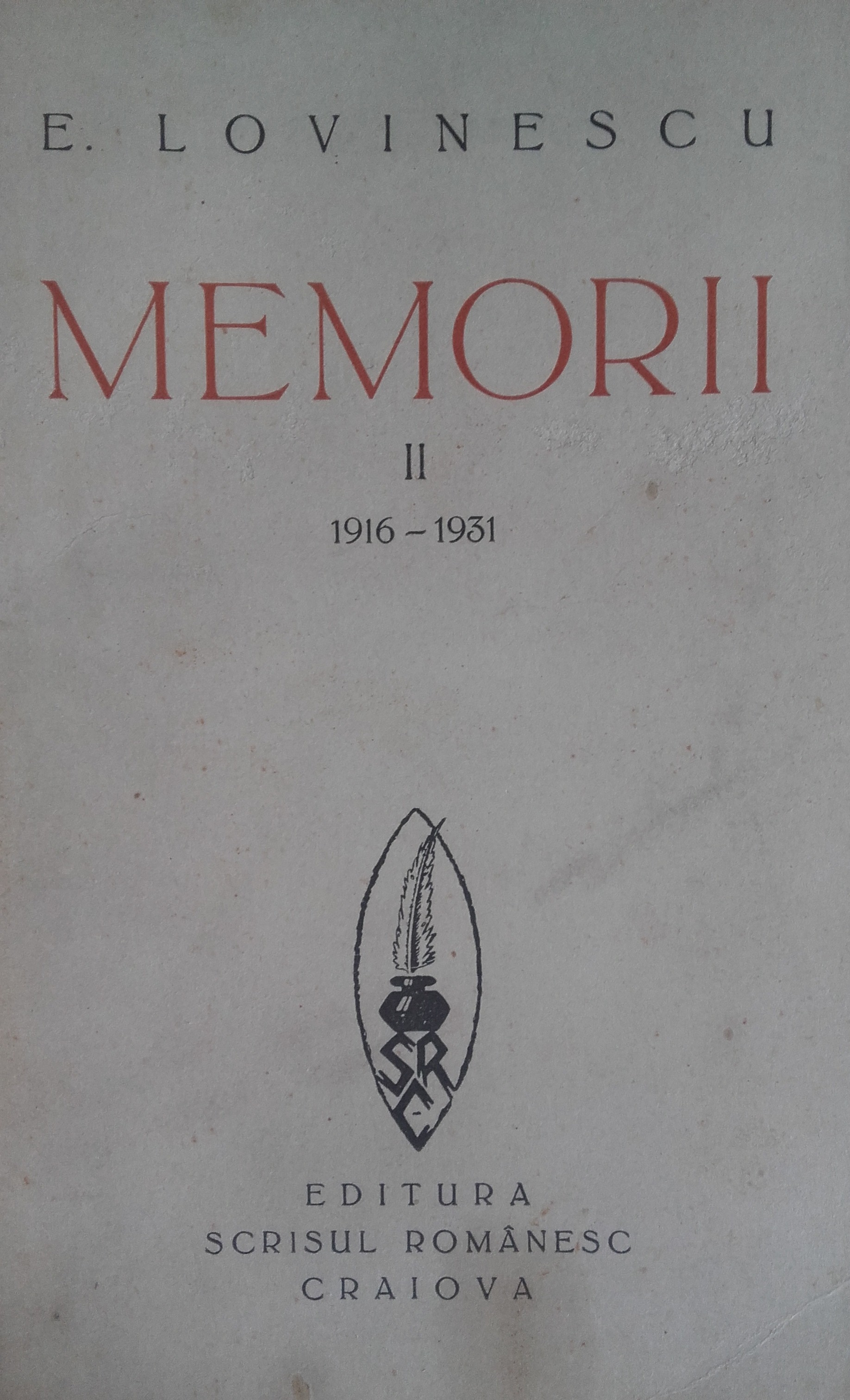
Memorie

### Critica letteraria
- Mutației valorilor estetice
- Istoria civilizației române moderne  (1924-1925);
- Istoria literaturii române contemporane  (I-VI, 1926-1929);
- Critice (1925-1929);
- T.Maiorescu  (I-II, 1940),
- T. Maiorescu și contemporanii lui  (I-II, 1943-1944);
- T. Maiorescu și posteritatea lui critică  (1943);

### Memorialistica
- Memorii  (I-III, 1932);
- Agende literare  (postumo);

### Romanzi e novelle
- Nuvele florentine (1906), conosciute nella seconda edizione con il titolo, Crinul (1912])
- Aripa morții, romanzo (1913)
- Viața dublă, romanzo (1932)
- Ciclo di romanzi su Mihai Eminescu: Mite(1934) e Bălăuca(1935), sull'amore del poeta per Mite Kremnitz e Veronica Micle.
- Ciclo Bizu, composto dai romanzi: Bizu (1932), Patru (1932), Diana (1956, postumo), Acord final, pubblicato inizialmente nella Revista Fundațiilor Regale)

### Drammaturgia
- De peste prag (1906)
- Lulu (1924), insieme a Hortensia Papadat-Bengescu

### Traduzioni
- Publius Vergilius Maro, Eneida, Colecția Biblioteca pentru toți, Traducere de Eugen Lovinescu, Text revăzut, prefață, tabel cronologic, note și indice de Eugen Cizek, București, Editura pentru Literatură, 1964.